# Nguyễn Văn Trỗi
Nguyễn Văn Trỗi (Quảng Nam, Annam, Indoxina francesa, 1 de febrer de 1940 – Ciutat Ho Chi Minh, 15 d'octubre de 1964) fou un guerriller comunista vietnamita, membre del Front Nacional d'Alliberament del Vietnam (Việt Cộng). Obtingué notorietat després de ser capturat el maig de 1963 per l'exèrcit vietnamita del sud quan intentava assassinar el Secretari de Defensa dels Estats Units Robert McNamara i el futur ambaixador Henry Cabot Lodge Jr. mentre visitaven Vietnam del Sud.

## Sentència i execució
Sentenciat a mort, aconseguí un breu indult després que les Forces Armades d'Alliberament Nacional (FALN), una guerrilla comunista veneçolana, segrestés al tinent coronel de les Forces Aèries dels Estats Units d'Amèrica Michael Smolen en revenja a la sentència contra Trỗi. El grup amenaçà de matar Smolen si Trỗi acabava executat. Finalment, Smolen fou alliberat sense patir danys, i poc després Trỗi fou executat per un esquadró d'afusellament a la presó Chí Hòa.
Trỗi esdevingué el primer membre del Việt Minh públicament executat. La seva execució fou filmada, i es mantingué desafiant fins al final. Les seves últimes paraules als corresponsals abans de l'execució a Saigon foren: «Sou periodistes i és així com heu d'estar correctament informats del que està passant. Són els estatunidencs qui han comès una agressió al nostre país, són ells qui han estat matant el nostre poble amb avions i bombes... Mai he actuat contra el desig de la meva gent. És contra els estatunidencs qui he actuat.». Quan un sacerdot li oferí l'absolució, la rebutjà dient «No he comès cap pecat. Són els estatunidencs qui han pecat». Mentre es dispararen els primers tirs s'acomiadà cridant «Llarga vida al Vietnam!».

## Llegat

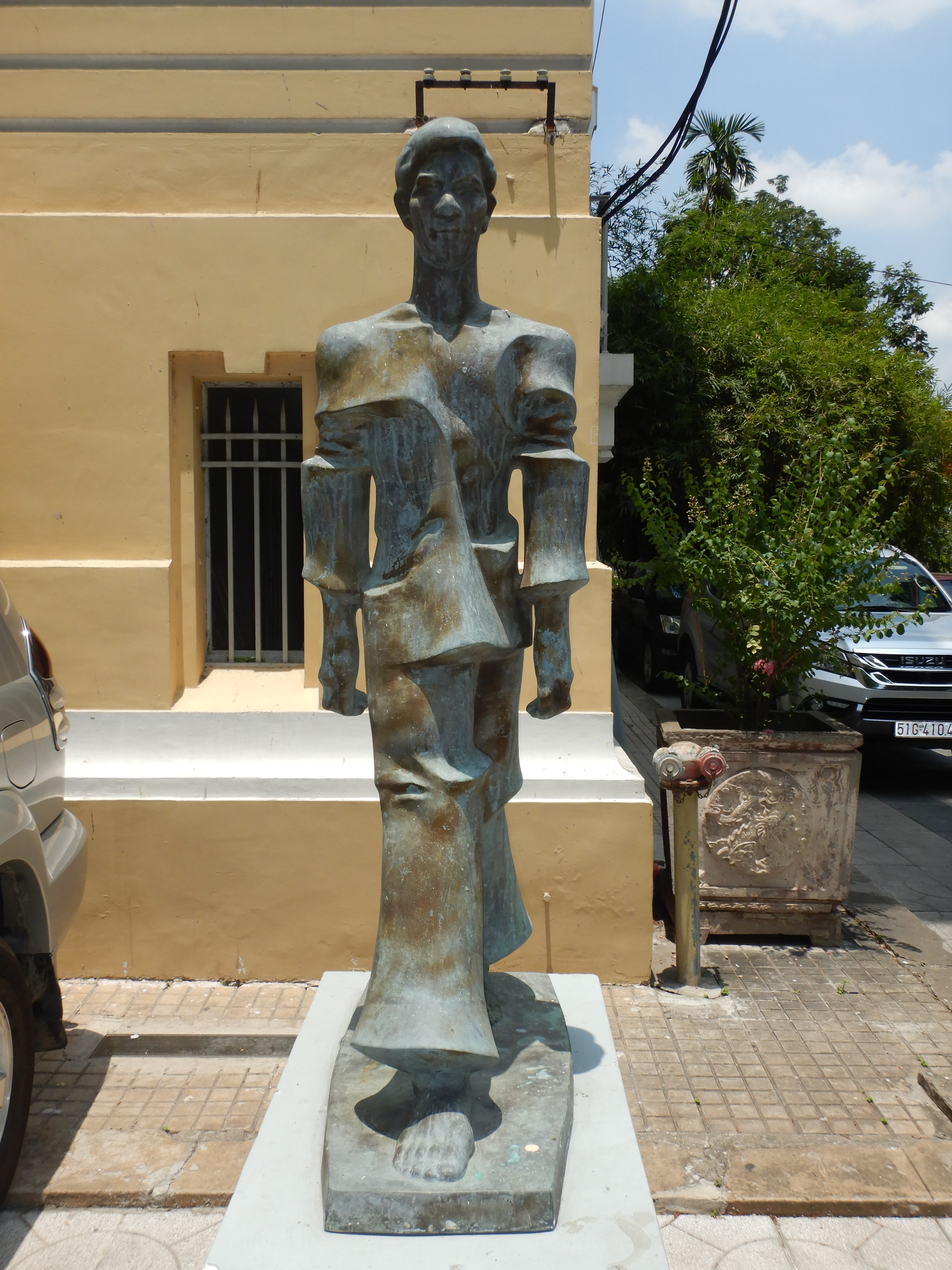
Nguyễn Văn Trỗi

A Occident, l'arrest de Trỗi no fou informat als mitjans de comunicació de masses, de fet, cap mitjà de comunicació important informà de res fins a l'episodi del segrest. El seu anonimat persistí després de la seva execució, malgrat els honors rendits a ell en països comunistes. A part de la defensa de revolucionaris com el Weather Underground, i un breu esment al llibre d'Abbie Hoffman Steal This Book, Trỗi és encara rarament reconegut en cròniques occidentals de la Guerra del Vietnam.
El Việt Cộng i el Vietnam del Nord glorificaren Trỗi com a màrtir. El primer acte notable de reconeixement fou l'any 1965 quan la República Democràtica del Vietnam emetí un segell de correus, il·lustrant un retrat d'ell. Considerat un exemple a seguir, Trỗi dona nom a un institut, el Lycée Nguyễn Văn Trỗide Nha Trang, i a un premi acadèmic nacional, el premi Nguyễn Văn Trỗi.
Moltes ciutats del Vietnam dediquen carrers importants al seu nom. A Ciutat Ho Chi Minh, el carrer major per on McNamara viatjà i Trỗi planejà l'assassinat rep el nom de Bulevard Nguyễn Văn Trỗi. A Đà Nẵng, el pont Nguyễn Văn Trỗi creua el riu Hàn. D'altres països també el commemoren, particularment Cuba. Un recinte esportiu de 14,000 espectadors a Guantánamo rep el nom d'estadi Nguyễn Văn Trỗi, i la seva estàtua es pot trobar al Parc Nguyễn Văn Trỗi de l'Havana. La ciutat també té una escola i un hospital anomenat en honor de Trỗi.
Activistes contra la guerra com Jane Fonda i Tom Hayden anomenaren al seu fill, un actor conegut com a Troy Garity, en honor de Trỗi.
La pel·lícula de 1975 del director Mauricio Walerstein, Crónica de un subversivo latinoamericano, narra l'episodi del segrest del tinent coronel Smolen (interpretat per l'actor Claudio Brook com a «Coronel Robert Whitney») per la guerrilla de les FALN en revenja per la sentència de mort contra Trỗi.

## Obra
La seva vídua, Phan Thi Quyen, escrigué l'any 1965 el llibre biogràfic del seu difunt espòs titulat Nguyễn Văn Trỗi As He Was.